# Гамма Дельфина
Гамма Дельфина (Gamma Delphini, γ Delphini) — двойная звезда, находящаяся на расстоянии около 101 светового года от Солнца в созвездии Дельфина. Является одной из наиболее известных двойных звёзд и состоит из оранжевого субгиганта четвёртой звёздной величины и бело-жёлтого карлика пятой звёздной величины.

## Компоненты
γ1 Дельфина является бело-жёлтым карликом спектрального класса  F7V и видимой звёздной величины 5,14. Предполагается, что светимость данной звезды в 7 раз превосходит солнечную. γ2 Дельфина является оранжевым субгигантом спектрального класса K1IV и видимой звёздной величины 4.27. Данная звезда, вероятно, обладает светимостью около 20,6 светимостей Солнца. 

## Наличие планетной системы
Еще в 1999 году было предсказано наличие планеты-компаньона у звезды γ2 Дельфина, оранжевого субгиганта на поздней стадии эволюции. Подобная планета должна обладать как минимум массой 0,7 массы Юпитера, орбитальным периодом 1,44 года и находиться на расстоянии около 1,5 а.е. от звезды (примерно на таком же расстоянии Марс находится от Солнца).
Пока наличие планеты не было подтверждено. Исследователи из Обсерватории МакДональда определили пределы для параметров потенциальных планет вокруг γ2 Дельфина.
| Название планеты | Масса   | Большая полуось (а.е.) | Орбитальный период (сут.) |
| ---------------- | ------- | ---------------------- | ------------------------- |
| b                | ≥0.7 MJ | 1,5                    | 526,6                     |